# Béchar Airport
Béchar Airport är en flygplats i Algeriet.   Den ligger i provinsen Béchar, i den nordvästra delen av landet, 800 km sydväst om huvudstaden Alger. Béchar Airport ligger 806 meter över havet.
Terrängen runt Béchar Airport är platt åt nordväst, men åt sydost är den kuperad. Terrängen runt Béchar Airport sluttar västerut.  Trakten runt Béchar Airport är nära nog obefolkad, med mindre än två invånare per kvadratkilometer. Närmaste större samhälle är Béchar, 4,2 km sydväst om Béchar Airport. Trakten runt Béchar Airport är ofruktbar med lite eller ingen växtlighet.